# Ивановка (Миллеровский район)
Ива́новка — хутор в Миллеровском районе Ростовской области. Входит в состав Первомайского сельского поселения.

## География

### Улицы
- ул. Солнечная,
- ул. Фабричная,
- ул. Черемушки.

## Население
| 2010 |
| ---- |
| 300  |

### Известные люди
В хуторе родился Маркуца, Павел Андреевич — Герой Советского Союза.

## Экономика
В хуторе действует ОАО «Птицефабрика Ореховская» (ул. Фабричная, 1).